# Monotimbral
Monotimbral se dit d'un instrument pouvant émettre et/ou recevoir des informations MIDI sur un seul et unique canal MIDI.

## Description
Monotimbral est un terme composé du préfixe "mono" signifiant "un seul" et de "timbral" venant de timbre, désignant une sonorité, Monotimbral se dit donc d'un instrument qui ne pourra émettre et/ou recevoir d'informations MIDI que sur un seul et unique canal MIDI. Celui-ci pourra varier selon la génération de la machine. En effet, les appareils les plus récents pourront modifier ce canal alors que pour les plus anciens, ce canal sera fixe.
Avant l'arrivée de la norme MIDI, le terme monotimbral était parfois utilisé pour des synthétiseurs ne pouvant jouer qu'un seul son à la fois (à ne pas confondre avec monophonique pour les instruments ne jouant qu'une seule note à la fois, comme le Sequential Circuits Pro-One).
Monotimbral est à opposer à Multitimbral.